# Konflikty zbrojne w historii Litwy
Lista konfliktów zbrojnych w dziejach Litwy w układzie chronologicznym i podziale na okresy.
Legenda:
     zwycięstwo Litwy
     klęska Litwy
     inny wynik – konflikt nierozstrzygnięty, wynik nieustalony z różnych względów
     konflikt trwający

## Wielkie Księstwo Litewskie
| Czas                                                     | Konflikt | I strona                                              | II strona                                                           | Rezultat                                                    |
| -------------------------------------------------------- | --- | ----------------------------------------------------- | ------------------------------------------------------------------- | ----------------------------------------------------------- |
| 1340–1392                                                | Wojna o księstwo halicko-włodzimierskie | Wielkie Księstwo Litewskie Złota Orda                 | Zjednoczone Królestwo Polskie Królestwo Węgier Księstwo mazowieckie | Księstwo Halicko-Wołyńskie podzielone między Polskę i Litwę |
| 1377–1387                                                | Litewska wojna domowa | Wielkie Księstwo Litewskie (Władysław II Jagiełło)    | Wielkie Księstwo Litewskie (Andrzej Olgierdowic)                    | Zwycięstwo Władysława II Jagiełły                           |
| 1381–1384                                                | Litewska wojna domowa | Wielkie Księstwo Litewskie                            | Zakon krzyżacki Księstwo Żmudzkie                                   | Tymczasowe porozumienie                                     |
| 1389–1392                                                | Litewska wojna domowa | Wielkie Księstwo Litewskie Królestwo Polskie          | Księstwo Żmudzkie Zakon krzyżacki                                   | Ugoda w Ostrowie                                            |
| 1409–1411                                                | Wielka wojna z zakonem krzyżackim | Wielkie Księstwo Litewskie Królestwo Polskie          | Zakon krzyżacki                                                     | Pokój toruński                                              |
| 1414                                                     | Wojna głodowa | Wielkie Księstwo Litewskie Królestwo Polskie          | Zakon krzyżacki                                                     | Mediacja na Soborze w Konstancji                            |
| 1422                                                     | Wojna golubska | Wielkie Księstwo Litewskie Królestwo Polskie Mołdawia | Zakon krzyżacki                                                     | Zwycięstwo Litwy                                            |
| 1431–1435                                                | Wojna polsko-krzyżacka | Królestwo Polskie Księstwo słupskie Mołdawia          | Zakon krzyżacki                                                     | Pokój w Brześciu Kujawskim                                  |
| 1432–1438                                                | Litewska wojna domowa | Zwolennicy Zygmunta Kiejstutowicza Królestwo Polskie  | Zwolennicy Świdrygiełły Zakon krzyżacki Mołdawia Złota Orda         | Klęska Świdrygiełły                                         |
| 1492–1537                                                | Wojny moskiewskie | Wielkie Księstwo Litewskie                            | Wielkie Księstwo Moskiewskie                                        |                                                             |
| 1561–1570 - 1558–1570 - 1562 - 1564 - 1564 - 1567 - 1568 | I wojna północna - VI wojna litewsko-rosyjska - bitwa pod Newlem - bitwa pod Czaśnikami - bitwa pod Orszą - II bitwa pod Czaśnikami - bitwa morska pod Rewlem | Polska Litwa Dania                                    | Rosja Szwecja                                                       | pokój w Szczecinie                                          |

## Rzeczpospolita Obojga Narodów
| Czas                                                            | Konflikt | I strona                                                                                      | II strona                                          | Rezultat                        |
| --------------------------------------------------------------- | --- | --------------------------------------------------------------------------------------------- | -------------------------------------------------- | ------------------------------- |
| 1571                                                            | atak floty duńskiej na polską - bitwa morska koło Helu | Rzeczpospolita                                                                                | Dania                                              | klęska Rzeczypospolitej         |
| 1572                                                            | wyprawa Mikołaja Mieleckiego na Mołdawię | Rzeczpospolita                                                                                | Turcja Mołdawia                                    | klęska Rzeczypospolitej         |
| 1575                                                            | najazd tatarski na Ruś Czerwoną i Podole | Rzeczpospolita                                                                                | Chanat Krymski                                     | klęska Rzeczypospolitej         |
| 1575                                                            | rosyjska inwazja na Inflanty | Rzeczpospolita                                                                                | Rosja                                              | klęska Rzeczypospolitej         |
| 1576–1577 - 1577                                                | wojna Rzeczypospolitej z Gdańskiem - bitwa pod Lubiszewem | Rzeczpospolita                                                                                | Gdańsk                                             | zwycięstwo Rzeczypospolitej     |
| 1577                                                            | najazd tatarski na Podole, Ruś Czerwoną i Wołyń | Rzeczpospolita                                                                                | Chanat Krymski                                     | klęska Rzeczypospolitej         |
| 1577–1582 - 1578 - 1579–1582 - 1579 - 1580 - 1580 - 1581–1582   | I wojna polsko-rosyjska - bitwa pod Kiesią - 3 wyprawy Stefana Batorego - oblężenie Połocka - oblężenie Wielkich Łuk - bitwa pod Toropcem - oblężenie Pskowa                                  | Rzeczpospolita                                                                                | Rosja                                              | rozejm w Jamie Zapolskim        |
| 1578                                                            | najazd tatarski na Podole, Ruś Czerwoną i Wołyń | Rzeczpospolita                                                                                | Chanat Krymski                                     | klęska Rzeczypospolitej         |
| 1587–1588 - 1587 - 1588                                         | wyprawa Maksymiliana Habsburga po koronę polską - oblężenie Krakowa - bitwa pod Byczyną | Rzeczpospolita                                                                                | Austria                                            | klęska Habsburga                |
| 1589                                                            | najazd tatarski na ziemie polskie - bitwa pod Baworowem | Rzeczpospolita                                                                                | Chanat Krymski                                     | klęska Rzeczypospolitej         |
| 1591–1593 - 1593                                                | powstanie Kosińskiego - bitwa pod Piątkiem | Rzeczpospolita                                                                                | Kozacy                                             | stłumienie powstania            |
| 1594–1596 - 1596 - 1596 - 1596                                  | powstanie Nalewajki - bitwa pod Białą Cerkwią - bitwa pod Ostrym Kamieniem - bitwa pod Łubniami                                                                                               | Rzeczpospolita                                                                                | Kozacy                                             | stłumienie powstania            |
| 1595                                                            | wyprawa Jana Zamoyskiego na Mołdawię - bitwa pod Cecorą - bitwa pod Suczawą | Rzeczpospolita                                                                                | Turcja Chanat Krymski Mołdawia                     | zwycięstwo Rzeczypospolitej     |
| 1598–1599 - 1598 - 1598 - 1599                                  | wyprawa Zygmunta III Wazy w obronie praw do korony szwedzkiej - bitwa pod Stegeborgiem - bitwa pod Linköping - bitwa nad rzeką Stang                                                          | Rzeczpospolita                                                                                | Szwecja                                            | klęska Zygmunta                 |
| 1599–1600 - 1599 - 1600 - 1600                                  | walki z Michałem Walecznym - bitwa pod Șelimbărem - bitwa pod Bukowem - bitwa nad rzeką Argeș                                                                                                 | Rzeczpospolita Jeremi Mohyła                                                                  | Wołoszczyzna Siedmiogród                           | zwycięstwo Rzeczypospolitej     |
| 1600–1611 - 1605                                                | II wojna polsko-szwedzka - bitwa pod Kircholmem - inne bitwy | Rzeczpospolita                                                                                | Szwecja                                            | nierozstrzygnięta               |
| 1604–1606 - 1604 - 1605 - 1606                                  | I dymitriada - bitwa pod Nowogrodem Siewierskim - bitwa pod Dobryniczami - I powstanie antypolskie w Moskwie                                                                                  | szlachta                                                                                      | Rosja                                              | zwycięstwo szlachty             |
| 1606                                                            | najazd tatarski na ziemie polskie - bitwa nad Udyczem | Rzeczpospolita                                                                                | Chanat Krymski                                     | zwycięstwo Rzeczypospolitej     |
| 1606–1609 - 1607                                                | rokosz Zebrzydowskiego - bitwa pod Guzowem | Rzeczpospolita                                                                                | szlachta                                           | stłumienie rokoszu              |
| 1607–1610 - 1607 - 1608 - 1608                                  | II dymitriada - bitwa pod Kozielskiem - bitwa pod Bołchowem - bitwa nad Chodynką | szlachta                                                                                      | Rosja                                              | klęska szlachty                 |
| 1607                                                            | wyprawa Stefana Potockiego na Mołdawię - bitwa pod Ștefănești | Stefan Potocki                                                                                | Mołdawia                                           | zwycięstwo magnatów             |
| 1609–1618 - 1609–1611 - 1610 - 1611 - 1612 - 1612 - 1617        | II wojna polsko-rosyjska - oblężenie Smoleńska - bitwa pod Kłuszynem - bitwa pod Moskwą - II antypolskie powstanie w Moskwie - bitwa pod Moskwą - szturm Moskwy                               | Rzeczpospolita                                                                                | Rosja Szwecja                                      | rozejm w Dywilinie              |
| 1612                                                            | wyprawa Stefana Potockiego na Mołdawię - bitwa pod Sasowym Rogiem | Stefan Potocki                                                                                | Turcja Chanat Krymski Mołdawia                     | klęska magnatów                 |
| 1612                                                            | 4 odwetowe najazdy tatarskie na ziemie polskie - bitwa pod Mezyrowem - bitwa pod Białą Cerkwią                                                                                                | Rzeczpospolita                                                                                | Chanat Krymski                                     | zwycięstwo Rzeczypospolitej     |
| 1615–1616 - 1615 - 1616 - 1616                                  | wyprawa Samuela Koreckiego na Mołdawię - bitwa pod Chocimiem - bitwa pod Benderami - bitwa pod Sasowym Rogiem                                                                                 | Samuel Korecki                                                                                | Turcja Chanat Krymski Mołdawia                     | klęska Polaków                  |
| 1617–1618                                                       | III wojna polsko-szwedzka | Rzeczpospolita                                                                                | Szwecja                                            | nierozstrzygnięta               |
| 1618                                                            | najazd tatarski na ziemie polskie - bitwa pod Oryninem | Rzeczpospolita                                                                                | Chanat Krymski                                     | klęska Rzeczypospolitej         |
| 1619                                                            | I odsiecz wiedeńska - bitwa pod Humiennem | Rzeczpospolita                                                                                | Siedmiogród                                        | zwycięstwo Rzeczypospolitej     |
| 1620–1621 - 1620 - 1621                                         | II wojna polsko-turecka - bitwa pod Cecorą - bitwa pod Chocimiem | Rzeczpospolita Mołdawia                                                                       | Turcja Tatarzy Wołoszczyzna                        | pokój w Chocimiu                |
| 1621–1626 - 1622 - 1626                                         | IV wojna polsko-szwedzka - bitwa pod Mitawą - bitwa pod Walmojzą | Rzeczpospolita                                                                                | Szwecja                                            | klęska Rzeczypospolitej         |
| 1624                                                            | najazd tatarski na ziemie polskie - bitwa pod Martynowem | Rzeczpospolita                                                                                | Chanat Krymski                                     | zwycięstwo Rzeczypospolitej     |
| 1625                                                            | powstanie Żmajły - bitwa nad Jeziorem Kurukowskim - bitwa nad Cybulikiem | Rzeczpospolita                                                                                | Kozacy                                             | nierozstrzygnięte               |
| 1626–1629 - 1626 - 1627                                         | V wojna polsko-szwedzka - bitwa pod Gniewem - bitwa pod Oliwą - inne bitwy | Rzeczpospolita                                                                                | Szwecja                                            | rozejm w Altmarku               |
| 1626                                                            | 3 najazdy tatarskie na ziemie polskie - bitwa pod Białą Cerkwią | Rzeczpospolita                                                                                | Chanat Krymski                                     | zwycięstwo Rzeczypospolitej     |
| 1628                                                            | 5 najazdów tatarskich na ziemie polskie | Rzeczpospolita                                                                                | Chanat Krymski                                     | zwycięstwo Rzeczypospolitej     |
| 1629                                                            | 5 najazdów tatarskich na ziemie polskie | Rzeczpospolita                                                                                | Chanat Krymski                                     | zwycięstwo Rzeczypospolitej     |
| 1630                                                            | powstanie Fedorowicza - bitwa pod Korsuniem - bitwa pod Perejasławiem | Rzeczpospolita                                                                                | Kozacy                                             | ugoda perejasławska             |
| 1632–1634 - 1632                                                | III wojna polsko-rosyjska - oblężenie Smoleńska | Rzeczpospolita                                                                                | Rosja                                              | pokój w Polanowie               |
| 1633–1634 - 1633 - 1633                                         | wojna z Abazy paszą - bitwa pod Sasowym Rogiem - bitwa pod Kamieńcem Podolskim | Rzeczpospolita                                                                                | Turcja Chanat Krymski Wołoszczyzna Mołdawia        | zwycięstwo Polski               |
| 1635                                                            | powstanie Sulimy | Rzeczpospolita                                                                                | Kozacy                                             | stłumienie powstania            |
| 1637                                                            | powstanie Pawluka - bitwa pod Kumejkami | Rzeczpospolita                                                                                | Kozacy                                             | stłumienie powstania            |
| 1638                                                            | powstanie Ostranicy - bitwa pod Łubniami - bitwa pod Żowninem - oblężenie nad rzeką Starzec                                                                                                   | Rzeczpospolita                                                                                | Kozacy                                             | stłumienie powstania            |
| 1640                                                            | najazd tatarski na ziemie polskie | Rzeczpospolita                                                                                | Chanat Krymski                                     | klęska Rzeczypospolitej         |
| 1643                                                            | najazd tatarski na ziemie polskie - bitwa nad Surą | Rzeczpospolita                                                                                | Chanat Krymski                                     | zwycięstwo Rzeczypospolitej     |
| 1644                                                            | najazd tatarski na ziemie polskie - bitwa pod Ochmatowem | Rzeczpospolita                                                                                | Chanat Krymski                                     | zwycięstwo Rzeczypospolitej     |
| 1645–1646                                                       | najazd polski na ziemie tatarskie | Rzeczpospolita                                                                                | Chanat Krymski                                     | zwycięstwo Rzeczypospolitej     |
| 1648–1655 - 1648 - 1649 - 1651                                  | powstanie Chmielnickiego - bitwa nad Żółtymi Wodami - obrona Zbaraża - bitwa pod Beresteczkiem - inne bitwy                                                                                   | Rzeczpospolita Tatarzy (1654–1655)                                                            | Kozacy Chanat Krymski (1649–1654)                  | nierozstrzygnięta               |
| 1651                                                            | powstanie chłopskie Kostki-Napierskiego | Rzeczpospolita                                                                                | Aleksander Kostka-Napierski                        | stłumienie powstania            |
| 1654–1667 - 1655 - 1660                                         | IV wojna polsko-rosyjska - bitwa pod Ochmatowem - bitwa pod Cudnowem - inne bitwy | Rzeczpospolita Tatarzy                                                                        | Rosja Kozacy                                       | rozejm andruszowski             |
| 1655–1660 - 1655–1660 - 1655 - 1655 - 1656 - 1656 - 1657 - 1657 | II wojna północna - potop szwedzki - bitwa pod Ujściem - oblężenie Jasnej Góry - bitwa pod Warką - bitwa pod Warszawą - najazd Jerzego II Rakoczego - bitwa pod Czarnym Ostrowem - inne bitwy | Rzeczpospolita Austria Prusy (1655–1656, 1657–1660) Dania-Norwegia Holandia Rosja (1656–1658) | Szwecja Prusy (1656–1657) Kozacy Siedmiogród Rosja | pokój w Oliwie                  |
| 1665–1666 - 1665 - 1666                                         | rokosz Lubomirskiego - bitwa pod Częstochową - bitwa pod Mątwami | Rzeczpospolita                                                                                | szlachta                                           | nierozstrzygnięta               |
| 1666–1671 - 1666 - 1667 - 1671 - 1671                           | wojna polsko-kozacko-tatarska - bitwa pod Ścianą - bitwa pod Podhajcami - bitwa pod Bracławiem - bitwa pod Kalnikiem                                                                          | Rzeczpospolita                                                                                | Chanat Krymski Kozacy                              | nierozstrzygnięta               |
| 1672–1676 - 1672 - 1673                                         | III wojna polsko-turecka - oblężenie Kamieńca Podolskiego - bitwa pod Chocimiem - inne bitwy                                                                                                  | Rzeczpospolita                                                                                | Turcja Chanat Krymski                              | rozejm w Żurawnie               |
| 1683–1699 - 1683 - 1698                                         | IV wojna polsko-turecka (w ramach Świętej Ligi) - bitwa pod Wiedniem - bitwa pod Podhajcami - inne bitwy                                                                                      | Rzeczpospolita Austria                                                                        | Turcja Chanat Krymski                              | pokój w Karłowicach             |
| 1697                                                            | wyprawa księcia Conti po koronę polską | August II Mocny                                                                               | Franciszek Conti                                   | zwycięstwo Augusta              |
| 1700                                                            | wojna domowa na Litwie - bitwa pod Olkienikami | szlachta                                                                                      | Sapiehowie                                         | klęska Sapiehów                 |
| 1700–1721 - 1702 - 1704–1706 - 1705 - 1706                      | III wojna północna - bitwa pod Kliszowem - wojna domowa w Polsce - bitwa pod Warszawą - bitwa pod Kaliszem - inne bitwy                                                                       | August II Sas Rosja Dania-Norwegia Saksonia Prusy Hanower                                     | Stanisław Leszczyński Szwecja Turcja               | pokój w Nystad                  |
| 1702–1704                                                       | powstanie Paleja | Rzeczpospolita                                                                                | Kozacy                                             | stłumienie powstania            |
| 1715–1716 - 1715 - 1716 - 1716 - 1716 - 1716                    | konfederacja tarnogrodzka - bitwa pod Radogoszczą - bitwa pod Ryczywołem - II bitwa pod Sokalem - bitwa pod Lesznem - bitwa pod Kowalewem                                                     | szlachta                                                                                      | Rosja Saksonia                                     | Sejm niemy                      |
| 1733–1735 - 1734 - 1734 - 1734                                  | wojna o sukcesję polską - oblężenie Gdańska - bitwa pod Wyszecinem - bitwa pod Miechowem | Stanisław Leszczyński Francja Hiszpania Sabaudia                                              | August III Sas Austria Rosja Saksonia              | pokój wiedeński                 |
| 1764                                                            | wojna domowa w Rzeczypospolitej | stronnictwo hetmańskie                                                                        | Familia Rosja                                      | klęska stronnictwa hetmańskiego |
| 1768–1772 - 1768 - 1768 - 1771                                  | konfederacja barska - oblężenie Baru - koliszczyzna - bitwa pod Lanckoroną - inne bitwy | Stanisław August Poniatowski Rosja                                                            | szlachta Hajdamacy                                 | I rozbiór Polski                |
| 1792                                                            | VII wojna polsko-rosyjska - bitwa pod Mirem - bitwa pod Zelwą - bitwa pod Zieleńcami - bitwa pod Dubienką - bitwa pod Brześciem - bitwa pod Markuszowem                                       | Rzeczpospolita                                                                                | Rosja                                              | II rozbiór Polski               |
| 1794                                                            | insurekcja kościuszkowska - bitwa pod Racławicami - insurekcja warszawska - insurekcja wileńska - powstanie wielkopolskie - obrona Pragi - inne bitwy                                         | Rzeczpospolita                                                                                | Austria Prusy Rosja                                | III rozbiór Polski              |

## Imperium Rosyjskie
| Czas      | Konflikt              | I strona      | II strona | Rezultat         |
| --------- | --------------------- | ------------- | --------- | ---------------- |
| 1830–1831 | Powstanie listopadowe | Rząd Narodowy | Rosja     | upadek powstania |
| 1863–1865 | Powstanie styczniowe  | Rząd Narodowy | Rosja     | upadek powstania |

## Niezależna Litwa
| Czas      | Konflikt                 | I strona | II strona                                               | Rezultat         |
| --------- | ------------------------ | -------- | ------------------------------------------------------- | ---------------- |
| 1918–1919 | Wojna litewsko-sowiecka  | Litwa    | Rosyjska Federacyjna Socjalistyczna Republika Radziecka | zwycięstwo Litwy |
| 1919–1920 | Konflikt polsko-litewski | Litwa    | Polska                                                  | przegrana Litwy  |

## Litwa okupowana przez Niemców i Litwa okupowana przez Sowietów
| Czas      | Konflikt                                            | I strona                         | II strona                                     | Rezultat                         |
| --------- | --------------------------------------------------- | -------------------------------- | --------------------------------------------- | -------------------------------- |
| 1940      | Okupacja krajów bałtyckich                          | Litwa                            | Związek Socjalistycznych Republik Radzieckich | wcielenie Litwy do ZSRR          |
| 1941      | Powstanie na Litwie w 1941 roku                     | Litewski Front Aktywistów        | Związek Socjalistycznych Republik Radzieckich | zwycięstwo Litwy                 |
| 1941      | Niemiecka okupacja Litwy podczas II wojny światowej | III Rzesza Rząd Tymczasowy Litwy | Związek Socjalistycznych Republik Radzieckich | wyparcie Niemców z terenów Litwy |
| 1944–1953 | Partyzantka litewska (1944–1953)                    | Litewscy bracia leśni            | Związek Socjalistycznych Republik Radzieckich | stłumienie partyzantki           |